# John C. McGinley

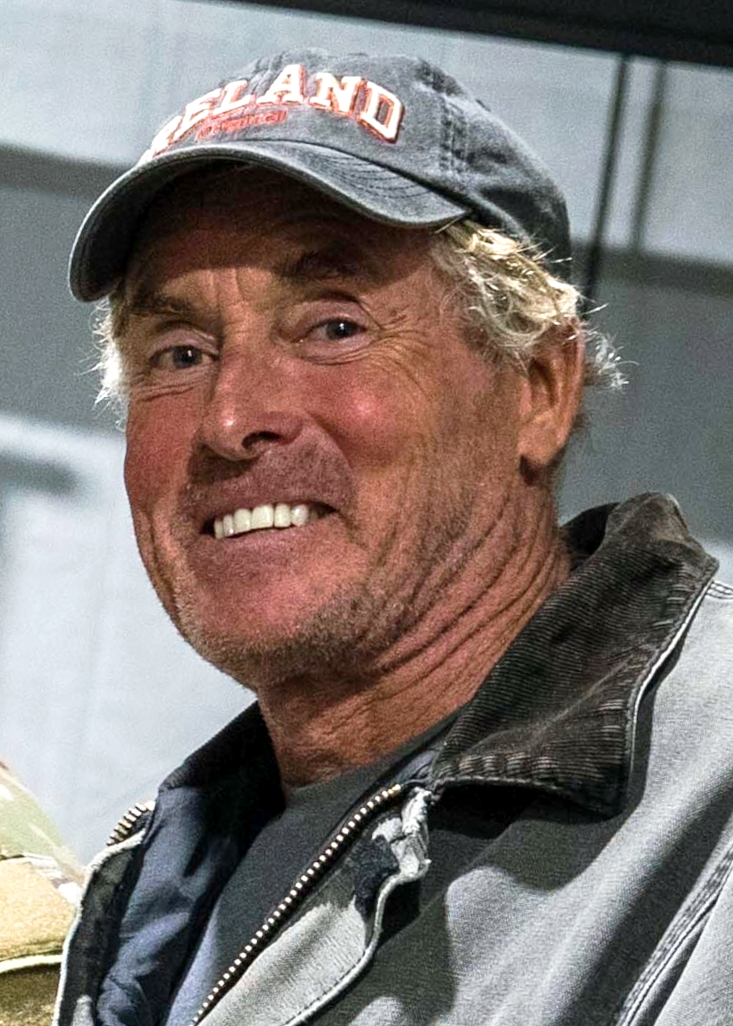
John C. McGinley (2022)

John Christopher McGinley (* 3. August 1959 in New York City) ist ein US-amerikanischer Schauspieler. Bekannt wurde er vor allem als Dr. Perry Cox in der Fernsehserie Scrubs – Die Anfänger.

## Leben

### Kindheit und Jugend
McGinley wurde als Sohn der Lehrerin Patricia sowie des Börsenmaklers Gerald McGinley im New Yorker Stadtteil Greenwich Village geboren. Sein Großvater väterlicherseits stammte ursprünglich aus Donegal, Irland. Zusammen mit seinen vier Geschwistern wuchs McGinley in Millburn, New Jersey auf. Dort besuchte er die Millburn High School, für deren Footballmannschaft er auf der Position des Wide Receiver spielte. Anschließend studierte McGinley Schauspiel an der Syracuse University sowie später der New York University Tisch School of the Arts. Während seiner Ausbildung war er in verschiedenen Bereichen tätig, unter anderem wirkte er in verschiedenen Off-Broadway- und Broadway-Produktionen sowie für zwei Jahre in der Seifenoper Another World mit.

### Karriere

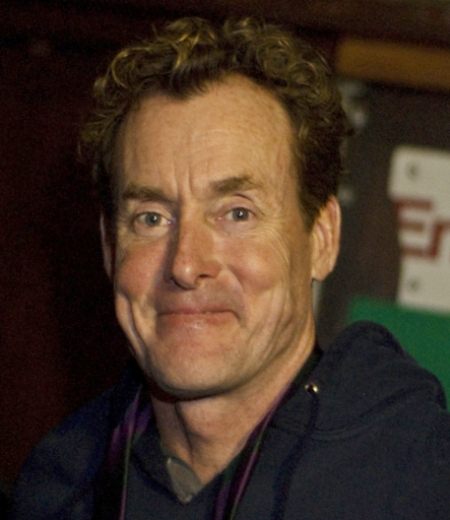
John C. McGinley (2008)

McGinley agierte 1984 als Zweitbesetzung von John Turturro in John Patrick Shanleys Produktion von Danny and the Deep Blue Sea, woraufhin er einige Casting-Scouts auf sich aufmerksam machte und schließlich die Rolle des Sergeant Red O’Neill im oscarprämierten Antikriegsfilm Platoon erhielt, in dem er an der Seite von Charlie Sheen, Tom Berenger und Willem Dafoe spielte. Kurz zuvor hatte er bereits in Alan Aldas Sweet Liberty sein Filmdebüt gegeben. Mit Wall Street (1987), Talk Radio (1988) und Geboren am 4. Juli (1989) folgten Rollen in drei weiteren Produktionen von Oliver Stone. Außerdem nahm McGinley am Prominenten-Special der Show American Gladiators teil, wo er gegen Dean Cain verlor.
Für den Film Club der Lügner (1990) schrieb John McGinley das Drehbuch und übernahm zudem eine Nebenrolle. In den 1990er Jahren spielte er als Nebendarsteller in Kinofilmen wie Gefährliche Brandung (1991), Highlander II (1991), Wagons East! (1994), Sieben (1995), The Rock (1996), Nix zu verlieren (1997) und Alles Routine (1999) sowie in einer Reihe von Fernsehproduktionen.
1997 übernahm McGinley eine Hauptrolle in Dean Koontz’ Fernsehthriller Intensity – Allein gegen den Killer. Für seine Rolle als Serienkiller erhielt er überwiegend positive Kritiken und Intensity wurde zu der höchstbewerteten Miniserie des Fernsehsenders Fox. In Sole Survivor (2000) arbeitete McGinley schließlich erneut mit Koontz und Fox zusammen.
2001 übernahm John C. McGinley die Rolle des Dr. Perry Cox in der NBC- und späteren ABC-Sitcom Scrubs – Die Anfänger, durch die er allgemein hohe Bekanntheit erlangte. Nach eigenen Angaben wirkte McGinley dabei entscheidend an der Entwicklung der Figur mit. So stamme unter anderem die Idee von ihm, dass Dr. Cox den Protagonisten J.D. stets mit Frauennamen anspreche, sein Pfiff sowie seine Angewohnheit, sich an die eigene Nase zu fassen (eine Hommage an Robert Redfords Rolle in Der Clou).
Im Jahr 2007 spielte McGinley als Chuck an der Seite von Ice Cube in Sind wir endlich fertig?. Außerdem übernahm er eine kleinere Rolle als schwuler Streifenpolizist in der Touchstone-Produktion Born to be Wild mit John Travolta, Tim Allen und Martin Lawrence.
Neben seiner Arbeit als Schauspieler ist McGinley als Synchronsprecher für verschiedene Zeichentrickserien, darunter Die Liga der Gerechten (Originaltitel Justice League Unlimited), The Boondocks, WordGirl oder Superman/Batman: Public Enemies, tätig. Außerdem synchronisierte er die Hauptfigur im englischen Original des PlayStation-Portable-Spiels Dead Head Fred. Des Weiteren wirkte er als Sprecher in verschiedenen US-amerikanischen Werbespots und Dokumentarfilmen mit.
McGinleys deutsche Synchronstimme in Scrubs und neueren Produktionen ist Bernd Vollbrecht; zuvor wurde er von einer großen Anzahl verschiedener Sprecher übernommen.
2005 veröffentlichte McGinley mit dem Ratgeber Untalkative Bunny: How to Be Heard Without Saying a Word sein erstes Werk als Buchautor.

### Privatleben
1997 heiratete McGinley zum ersten Mal. Im gleichen Jahr kam sein Sohn mit dem Down-Syndrom auf die Welt, woraufhin sich McGinley aktiv in der National Down Syndrome Society engagierte und zum Beispiel als ein prominenter Fürsprecher der Organisation auftritt. 2001 ließ sich McGinley scheiden. Am 7. April 2007 heiratete er eine Yoga-Lehrerin in einer privaten Zeremonie. Mit dieser hat er seit Januar 2008 eine gemeinsame Tochter, 2010 folgte eine weitere Tochter. Die Familie lebt in Malibu, Kalifornien. McGinley ist dort Mitglied des sogenannten „Malibu Mob“, einer Gruppe aus prominenten Freunden und Nachbarn, zu denen auch die Schauspieler John Cusack und Tony Danza sowie der frühere Eishockey-Verteidiger Chris Chelios, der Surfer Laird Hamilton, die Beachvolleyball-Profispielerin Gabrielle Reece und der Tennisspieler John McEnroe gehören.
Mit seinem Kollegen Willem Dafoe betrieb McGinley das Bistro „Match“ im angesagten New Yorker Stadtteil Soho. Außerdem ist er ein enger Freund von John Cusack.
Wie seine Figur Dr. Cox in Scrubs ist McGinley bekennender Fan der Eishockeymannschaft Detroit Red Wings.

## Filmografie (Auswahl)

### Als Schauspieler

#### Filme
- 1985–1986: Another World (Fernsehserie)
- 1986: Sweet Liberty
- 1986: Platoon
- 1987: Wall Street
- 1988: Blue Jean Cop (Shakedown)
- 1988: Talk Radio
- 1989: Geboren am 4. Juli (Born on the Fourth of July)
- 1989: Club der Lügner (Suffering Bastards)
- 1989: Roadhome (Lost Angels)
- 1989: Die Schattenmacher (Fat Man and Little Boy)
- 1989: New York Odyssee (Prisoners of Inertia)
- 1991: Gefährliche Brandung (Point Break)
- 1991: Highlander II – Die Rückkehr (Highlander II)
- 1991: Little Noises
- 1992: Spezialeinheit IQ (A Midnight Clear)
- 1992: No Surrender – Schrei nach Gerechtigkeit (Article 99, Alternativtitel: Im Krankenhaus wird scharf geschossen)
- 1993: Danger Sign (Hear No Evil, Alternativtitel: Der Stumme Schrei der Angst)
- 1993: Tödliche Absichten (Mother’s Boys)
- 1993: Watch It
- 1994: Auf brennendem Eis (On Deadly Ground)
- 1994: Surviving the Game – Tötet ihn! (Surviving the Game)
- 1994: Wagons East!
- 1994: Wagen 54 – Bitte Melden (Car 54, Where Are You?)
- 1994: The Last Outlaw
- 1995: Nixon
- 1995: Sieben
- 1995: Ein Gorilla zum Verlieben (Born to Be Wild, Alternativtitel: Gorilla auf der Flucht)
- 1996: Set It Off
- 1996: The Rock – Fels der Entscheidung (The Rock)
- 1996: Mother
- 1996: Johns
- 1996: Psalms from the Underground
- 1996: Hollywood Boulevard
- 1997: Nix zu verlieren (Nothing to Lose)
- 1997: Fliegenfänger (Flypaper)
- 1997: Ort der Wahrheit (Truth or Consequences, N.M.)
- 1998: Lautlose Invasion (Target Earth)
- 1999: An jedem verdammten Sonntag (Any Given Sunday)
- 1999: Ein Date zu dritt
- 1999: Alles Routine (Office Space)
- 2000: Get Carter – Die Wahrheit tut weh (Get Carter)
- 2001: Animal – Das Tier im Manne (The Animal)
- 2001: Summer Catch
- 2002: Schwere Jungs (Stealing Harvard)
- 2002: Crazy as Hell
- 2002: Highway
- 2003: Identität (Identity)
- 2006: A.W.O.L.
- 2006: Puff, Puff, Pass (DVD-Titel: Living High)
- 2006: Two Tickets to Paradise
- 2007: Born to be Wild – Saumäßig unterwegs (Wild Hogs)
- 2007: Sind wir endlich fertig? (Are We Done Yet?)
- 2008: American Crude
- 2012: Alex Cross
- 2013: 42 – Die wahre Geschichte einer Sportlegende (42)
- 2013: Watercolor Postcards
- 2014: Cannabis Kid (Kid Cannabis)
- 2016: Das Belko Experiment (The Belko Experiment)
- 2017: Battle of the Sexes – Gegen jede Regel (Battle of the Sexes)

#### Fernsehen
- 1983: Magnum, p.i. (Squeeze Play, Alternativtitel: Die Wette gilt/Foulspiel)
- 1988: Tropic War (Clinton and Nadine, Alternativtitel: Blutiges Geld)
- 1992: Das Gift des Zweifels (Cruel Doubt)
- 1994: The Last Outlaw
- 1995: Long Island Fever
- 1995: Hunter: Schlagzeile Mord (The Return of Hunter, Alternativtitel: Ich töte den Mörder meiner Frau)
- 1997: Intensity – Allein gegen den Killer (Intensity)
- 1998: Lautlose Invasion (Target Earth)
- 1998: The Pentagon Wars
- 1999: Reiter auf verbrannter Erde (The Jack Bull)
- 2000: Survivor – Die Überlebende (Sole Survivor)
- 2001–2010: Scrubs – Die Anfänger (Scrubs) (182 Folgen)
- 2002: Das größte Muppet Weihnachtsspektakel aller Zeiten (It’s a Very Merry Muppet Christmas Movie)
- 2002: Clone High (Fernsehserie, eine Folge)
- 2003: Die Liga der Gerechten (vier Folgen) (Justice League, Stimme The Atom)
- 2008: Robot Chicken (eine Folge) (Stimme)
- 2008–2009: WordGirl (vier Folgen) (Stimme)
- 2009: Scrubs: Interns
- 2009: Back
- 2009: Superman/Batman: Public Enemies (Sprechrolle John Corben/Metallo)
- 2010: Scrubs – Med School (13 Folgen)
- 2012: Burn Notice (sechs Folgen)
- 2013–2015: Ground Floor
- 2016–2018: Stan Against Evil (24 Folgen)
- 2019: Chicago P.D. (Fernsehserie, neun Folgen)
- 2021: Brooklyn Nine-Nine (Fernsehserie, vier Folgen)

#### Gastauftritte
- 1987: Leg Work
- 1988: Spenser
- 1994: Frasier (Fernsehserie, Folge 2x11)
- 1997: Practice – Die Anwälte (The Practice)

### Als Produzent
- 1993: Watch It
- 1995: Colin Fitz
- 1996: Sex And The Other Man
- 1997: Reiter auf verbrannter Erde (The Jack Bull)

## Theater
- 1985: Requiem for a Heavyweight
- The Ballad of Soapy Smith

## Bibliographie
- Untalkative Bunny: How to Be Heard Without Saying a Word. 2005. New York: Big Tent Entertainment. ISBN 978-1-59226-236-6.

## Auszeichnungen
- 2002: Nominierung bei den Television Critics Association Awards für die beste Leistung in einer Comedyserie in Scrubs
- 2003: Nominierung bei den Satellite Awards für die beste schauspielerische Leistung in einer Serie, Komödie oder einem Musical in Scrubs
- 2006: Gewinner des Festival Director’s Award beim Method Fest Independent Film Festival für Two Tickets to Paradise